# Spanien beim Eurovision Young Musicians
Übertragende Rundfunkanstalt

Erste Teilnahme
1988
Bisher letzte Teilnahme
2018
Anzahl der Teilnahmen
10
Höchste Platzierung
2 (1992)
Dieser Artikel befasst sich mit der Geschichte Spaniens als Teilnehmer des Wettbewerbs Eurovision Young Musicians.

## Regelmäßigkeiten der Teilnahme und Erfolg im Wettbewerb
Spanien nahm erstmals 1988 am Eurovision Young Musicians teil. Der Pianist José Ramon Mendez schied jedoch bereits im Halbfinale aus. Die erste und bis heute einzige Finalteilnahme Spaniens gelang im Jahr 1992 durch den Mundharmonikaspieler Antonio Serrano. Dieser belegte den zweiten Platz.
Am 16. Juli 2019 gab die spanische Delegationsleiterin Ana María Bordás bekannt, dass Spaniens Teilnahme am Wettbewerb 2020 wahrscheinlich sei. Eine offizielle Teilnahmebestätigung stand allerdings noch aus, da laut Bordás der Wettbewerb noch in weiter Ferne liege und daher noch keine Vorbereitungen getroffen wurden. Es gebe schließlich in Zukunft noch genügend Zeit sich auf den Wettbewerb vorzubereiten. Am Ende erschien Spanien nicht auf der Teilnehmerliste und zog sich damit aus unbekannten Gründen wieder vom Wettbewerb zurück.
Seitdem hat sich der zuständige Sender RTVE nicht mehr zu einer Teilnahme geäußert.

## Liste der Beiträge
Farblegende: – 1. Platz. – 2. Platz. – 3. Platz. – ausgeschieden im Halbfinale/in der Qualifikation. – keine Teilnahme/nicht qualifiziert.
| Jahr                                    | Interpret                   | Instrument               | Stücke | Platz Finale             | Platz Halbfinale         | Nationale Vorentscheidung  |
| --------------------------------------- | --------------------------- | ------------------------ | --- | ------------------------ | ------------------------ | -------------------------- |
| 1988                                    | José Ramon Mendez           | Klavier                  | Piano Concerto No. 1, in Es von Franz Liszt | Ausgeschieden            | k. A. / 16               |                            |
| 1990                                    | Fernando Alvarez Goicoechea | Akkordeon                | Suite Iberoamericana von Francisco Cano | Ausgeschieden            | k. A. / 18               |                            |
| 1992                                    | Antonio Serrano             | Mundharmonika            | Concerto For Harmonica And Orchestra, Op. 46 von Johannes Brahms                                                                                              | 2 / 8                    | k. A. / 13               |                            |
| 1994                                    | Dolores Rodríguez Paredes   | Gitarre                  | Estudio No. 11 von Heitor Villa-Lobos | Ausgeschieden            | k. A. / 24               |                            |
| 1996                                    | Maia Turullols              | Klavier                  | unbekannt | Ausgeschieden            | k. A. / 17               |                            |
| 1998                                    | Leticia Muñoz Moreno        | Violine                  | unbekannt | Ausgeschieden            | k. A. / 14               |                            |
| 2000                                    | Jelena Pogoszova            | Violine                  | unbekannt | Ausgeschieden            | k. A. / 18               |                            |
| 2002 2004 2006 2008 2010 2012 2014 2016 | Auf Teilnahme verzichtet    | Auf Teilnahme verzichtet | Auf Teilnahme verzichtet | Auf Teilnahme verzichtet | Auf Teilnahme verzichtet | Auf Teilnahme verzichtet   |
| 2018                                    | Sara Valencia               | Violine                  | Caprice Basque von Pablo de Sarasate Caprice No. 13. in B flat von Niccolò Paganini 3rd mvt (Finale) of Violin Concerto No. 1 in G minor Op. 24 von Max Bruch | Ausgeschieden            | k. A. / 16               | Clásicos y Reverentes 2018 |
| 2020 2022 2024                          | Auf Teilnahme verzichtet    | Auf Teilnahme verzichtet | Auf Teilnahme verzichtet | Auf Teilnahme verzichtet | Auf Teilnahme verzichtet | Auf Teilnahme verzichtet   |